# Desdemona (astronomia)
Desdemona è un satellite di Urano. Prende il suo nome dalla moglie di Otello nella tragedia Otello di William Shakespeare. Oltre la sua grandezza e l'orbita non si hanno altre informazioni certe.
È stato scoperto dalle immagini riprese dalla Voyager 2 nel 13 gennaio 1986.